# باول بيدرمان
باول بيدرمان (بالألمانية: Paul Biedermann)‏ (و. 1986  م) هو سباح ألماني، ولد في هاله، شارك في الألعاب الأولمبية الصيفية 2008، والألعاب الأولمبية الصيفية 2012، والسباحة في الألعاب الأولمبية الصيفية 2016.

## جوائز
حصل على جوائز منها:
- German Sportspersonality of the Year [الإنجليزية]‏ (2009).

## روابط خارجية
- باول بيدرمان على موقع الاتحاد الدولي للسباحة (الإنجليزية)
- باول بيدرمان على موقع SwimRankings.net (الإنجليزية)
- باول بيدرمان على موقع اللجنة الأولمبية الدولية (الإنجليزية)
- باول بيدرمان على موقع أوليمبيديا (الإنجليزية)
- باول بيدرمان على موقع اللجنة الأولمبية الألمانية (الألمانية)